# Motorový vůz M 10.0
Motorové vozy řady M 10.0 byly vyrobeny v roce 1936 v počtu dvou kusů pro úzkorozchodnou (760 mm) lesní železnici, která se nacházela na Podkarpatské Rusi v okolí měst Teresva a Usť-Čorna. Vozy, vyrobené v pražské továrně firmy Ferrovia – Roessemann & Kühnemann, byly dvounápravové s elektrickým přenosem výkonu systému Gebus. Pohon zajišťoval dřevoplynový motor. Interiér vozu byl rozdělen na nástupní prostor v představku, kde se rovněž nacházelo stanoviště strojvedoucího a generátor plynu, oddíl pro cestující a druhý představek se stanovištěm strojvedoucího, malou lavicí pro cestující a průchozím čelem.
Oba vozy (M 10.001 a 002) byly dodány v roce 1937, kdy byla zahájena osobní doprava na úsecích mezi Teresvou, Usť-Čornou, Německým Mokrým a Prílopem a mezi Usť-Čornou a Brustury. V roce 1939 byly převzaty maďarskými dráhami a roku 1942 přeznačeny na M 11.901 a M 11.902. Po druhé světové válce jezdily pod sovětskými železnicemi. Vůz M 11.902 byl v 50. letech předán na lesní železnici ve Svalavě, kde byl zrušen v roce 1966. Naopak vůz M 11.901 (původně M 10.002) jezdil nadále v okolí Teresvy až do roku 1995, kdy byl odstaven v depu Usť-Čorná. V roce 1998 byl společně s celou lesní dráhou poničen při povodních a později zřejmě sešrotován.